# Elvira de Hidalgo
Elvira de Hidalgo (ur. 27 grudnia 1892 w Valderrobres, zm. 21 stycznia 1980 w Mediolanie) – hiszpańska śpiewaczka operowa, sopran.

## Życiorys
Była cudownym dzieckiem, w wieku 12 lat koncertowała już jako pianistka. Studia wokalne odbyła u Concepció Bordalby w Barcelonie i Melchiorre Vidala w Mediolanie, mając 16 lat zadebiutowała jako śpiewaczka operowa w roli Rozyny w Cyruliku sewilskim w Teatro San Carlo w Neapolu. W 1910 roku debiutowała w tej samej roli w Metropolitan Opera w Nowym Jorku, gdzie śpiewała też w latach 1924–1926. Występowała także w mediolańskiej La Scali (1916), Teatro Colón w Buenos Aires (1922) i Covent Garden Theatre w Londynie (1924). W 1932 roku wycofała się ze sceny i zamieszkała na wyspie Korfu. Od 1936 roku uczyła śpiewu w konserwatorium w Atenach, jej uczennicą była Maria Callas. W latach 1949–1959 wykładała w konserwatorium w Ankarze.